# Ragione o sentimento
Ragione o sentimento (Lead with Your Heart) è un film televisivo del 2015 diretta da Bradley Walsh, con protagonisti William Baldwin e Kari Matchett.

## Trama
Ben  e Maura sono sposati da parecchi anni, ma quando anche il loro secondo e ultimo figlio è in procinto di partire per il college, i due iniziano a sentire la mancanza della famiglia unita.
Maura riceve una  vantaggiosa offerta di lavoro, che però la costringe a trasferirsi temporaneamente in un'altra città, complicando la loro già instabile relazione. Ben inizia a passare sempre più tempo con la collega Sienna, mentre Maura con il suo capo. Quando l'offerta temporanea si trasforma in un lavoro fisso, i due pensano se continuare con il matrimonio a distanza o iniziare a vivere separatamente le loro vite. Ma i figli della coppia escogiteranno un piano per far capire quanto ancora entrambi abbiano bisogno l'uno dell'altra.